# Geoffrey Rippon
Aubrey Geoffrey Frederick Rippon, baron Rippon of Hexham (ur. 28 maja 1924, zm. 28 stycznia 1997), brytyjski polityk, członek Partii Konserwatywnej, minister w rządach Aleca Douglasa-Home’a i Edwarda Heatha, przewodniczący European-Atlantic Group.
Wykształcenie odebrał w King's College w Taunton oraz w Brasenose College na Uniwersytecie Oksfordzkim. Na studiach był przewodniczącym uniwersyteckiego stowarzyszenia konserwatystów. W 1948 r. rozpoczął praktykę adwokacką. W latach 1951–1952 był burmistrzem Surbiton. Od 1952 r. zasiadał w radzie hrabstwa Londyn. W 1950 i 1951 r. bez powodzenia startował w wyborach parlamentarnych w okręgu Shoreditch and Finsbury. Dopiero w 1955 r. dostał się do Izby Gmin jako reprezentant okręgu Norwich South.
W 1959 r. został parlamentarnym sekretarzem w ministerstwie lotnictwa. W latach 1961–1962 był parlamentarnym sekretarzem w ministerstwie budownictwa i samorządu lokalnego. W 1962 r. otrzymał stanowisko ministra prac publicznych. Od 1963 r. był członkiem gabinetu. Ministrem pozostał do porażki konserwatystów w 1964 r. Rippon przegrał wówczas w swoim okręgu wyborczym i przez dwa lata pozostawał poza parlamentem. Powrócił do niego w 1966 r. wygrywając wybory w okręgu Hexham.
Po powrocie Partii Konserwatywnej do władzy w 1970 r. został ministrem technologii, a następnie Kanclerzem Księstwa Lancaster. Na tym stanowisku odpowiadał za brytyjskie negocjacje dotyczące członkostwa w Europejskiej Wspólnocie Gospodarczej. W 1972 r. został ministrem środowiska. Utrzymał się na tym stanowisku do wyborczej porażki swojej partii w 1974 r.
Jako polityk opozycji był w latach 1974–1975 ministrem spraw zagranicznych w gabinecie cieni. W latach 1979–1982 był przewodniczącym Centre Européen de Documentation et d'Information. W Izbie Gmin zasiadał do 1987 r. Następnie został kreowany parem dożywotnim jako baron Rippon of Hexham i zasiadł w Izbie Lordów.